# Le Vélocipède Illustré
Le Vélocipède Illustré (El Velocípedo Ilustrado) fue un periódico ilustrado quincenal (dos veces al mes) publicado en Francia, dedicado al ciclismo, los deportes acuáticos, las artes mecánicas y las ciencias, artes e industria en general. Publicado por primera vez en París el 1 de abril de 1869 por Richard Lesclide, continuó su publicación hasta 1872.
Como parte de su campaña promocional, el jornal coorganizó la primera carrera de bicicletas en ruta del mundo, desde París a Ruan el 7 de noviembre de 1869.

## El fundador
Le Vélocipède Illustré comenzó a ser publicado el 1 de abril de 1869 por Richard Lesclide, alias Le Grand Jacques, pionero del periodismo deportivo. Lesclide finalmente se convertiría en secretario de Victor Hugo. Edward Seidler lo describió en su libro "Presse et Sport" (Prensa y Deporte) como:

"Un hombre predestinado a escribir las primeras páginas de la leyenda del ciclismo.

## La primera edición

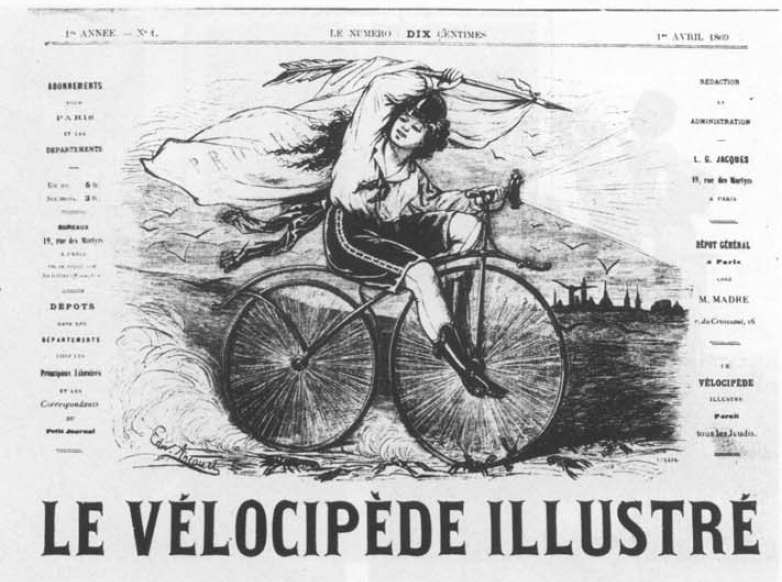
Cabecera de la primera edición de Le Vélocipède illustré del 1 de abril de 1869, que presenta a la voluptuosa Lady Progress a horcajadas sobre un 'agitador de huesos' (velocípedo)

Durante la década de 1860 se produjo un boom de la bicicleta en Francia. En octubre de 1868 se comenzó a publicar Le Vélocipède en Foix (Ariège), aunque el título era engañoso, ya que no estaba relacionado con velocípedos, sino que era un pretexto para obtener una licencia de publicación durante el Segundo Imperio. El 1 de marzo de 1869 se publicó en Voiron, cerca de Grenoble, otro periódico independiente llamado Le Vélocipède. Se promocionaba como "Revista y boletín humorístico de deportistas y ciclistas (vélocemen)". El editor era monsieur A Favre, fabricante de bicicletas y triciclos. Esta publicación solo sobrevivió 3 meses.
El 1 de abril de 1869, apareció la primera edición de Le Vélocipède Illustré en la cima de la fiebre de la bicicleta. La cabecera mostraba una imagen de la voluptuosa Lady Progress a horcajadas sobre un agitahuesos,, y en su título principal indicaba su cobertura como:
Vélocipédie (ciclismo), Sport Nautique (deportes acuáticos), Artes y Ciencias Mécaniques (Artes y Ciencias Mecánicas). Beaux-Arts (Bellas Artes), Industrie (Industria).
Las ediciones posteriores presentaron distintas imágenes de "Lady Progress", rodeada de escenas de fantasías contemporáneas, como viajes en globo, caminatas, turismo, vida al aire libre y escenas de libertad.
En el manifiesto de la primera edición, Richard Lesclide, el editor, afirmaba:
 "El velocípedo no es una moda nacida ayer, en boga hoy, para ser olvidado mañana. Junto con sus cualidades seductoras, tiene un carácter innegablemente práctico. Suplanta la velocidad cruda y poco inteligente de las masas con la velocidad del individuo. Este caballo de madera y hierro llena un vacío en la vida moderna, responde no solo a nuestras necesidades sino también a nuestras aspiraciones."
La novedad de la nueva publicación sobre ciclismo llamó la atención del The New York Times, que llevaba un reportaje del 'Corresponsal velocipédico del London Star':

El arte de conducir velocípedos ha alcanzado tal importancia en Francia que tiene su publicación, en forma de un jornal ilustrado extraordinariamente bien escrito, titulado "Vélocipède Illustré". En este pequeño diario, sus velocipedistas encontrarán toda la luz posible arrojada sobre su arte y registros minuciosos de las últimas hazañas realizadas por sus rivales galos. (The New York Times, 2 de agosto de 1869).

## París-Ruan

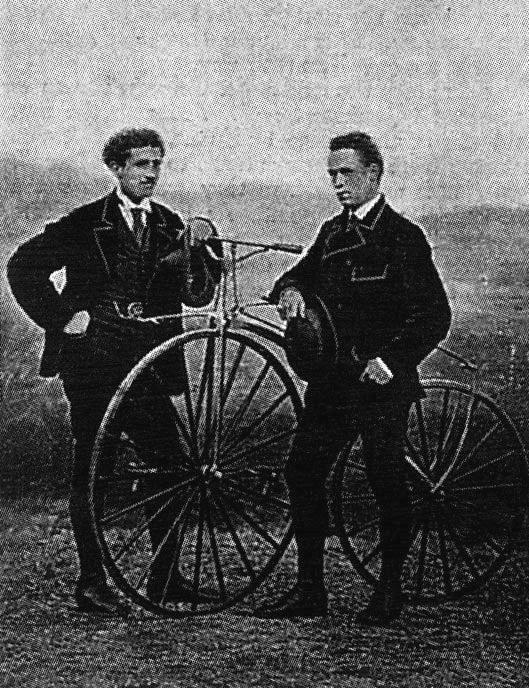
Ganador de la París-Ruan James Moore (derecha) y Jean-Eugène-André Castera

Le Vélocipède Illustré organizó la primera carrera ciclista 'de ciudad a ciudad' (carrera en carretera) del mundo, desde París a Ruan el 7 de noviembre de 1869. El evento fue patrocinado por los hermanos Olivier, propietarios de una empresa fabricante de bicicletas llamada la Compañía Michaux. Estaban encantados con el éxito de la primera carrera de velocípedos del mundo ganada por el ciclista británico James Moore, disputada en un día de carreras cortas celebrado en el Parque de Saint-Cloud, París, y así promovieron la carrera de 123 kilómetros entre París y Ruan. El primer premio fue de mil francos oro y una bicicleta, y las reglas indicaban que los ciclistan no debían "ser arrastrados por un perro ni usar velas".
La carrera comenzó en el Arco de Triunfo de París y terminó en el centro de Ruan. El recorrido los llevó por St-Germain-en-Laye (16 km), Mantes-la-Jolie (39 km), Vernon (63 km) y Louviers (97 km). 325 corredores empezaron la carrera y el ganador fue un inglés residente en París, James Moore, que tardó 10 horas y 40 minutos. Se cree que estaba montando una bicicleta Suriray construida por Tribout y posiblemente la primera bicicleta equipada con cojinetes de bolas, que fueron patentados por Jules Suriray, un mecánico de bicicletas parisino, en 1869. La bicicleta, que había sido cubierta con la bandera británica, la Union Jack, desapareció del exterior de un café en la "rue Notre Dame des Victoires" durante las celebraciones posteriores a la carrera.

## Cierre
Le Vélocipède Illustré continuó su publicación hasta 1872, cuando el impacto de la Guerra franco-prusiana redujo las ventas al final de la fiebre de la bicicleta.

### Reaparición
La revista reapareció en 1890 bajo la égida de su fundador, Richard Lesclide, quien tenía 67 años, con su esposa Juana como editora. Escribió bajo el nom de plume (seudónimo) de Jean de Champeaux, y continuó con la publicación de la revista hasta la muerte de su esposo en 1892.
El siguiente editor fue Paul Faussier, periodista deportivo y miembro de la Compagnie Vélocipédique Metropolitan (Compañía Velocipédica Metropolitana). Bajo la dirección de Faussier, Le Vélocipède Illustré organizó y publicitó la primera carrera de "carruajes sin caballos" el 28 de abril de 1887 entre Neuilly y Versalles. El Conde Jules-Albert de Dion fue el único participante en la "primera competición de automovilismo de Europa", y completó el recorrido en un vehículo propulsado por vapor conducido por Georges Bouton fabricado por él mismo, origen del constructor de automóviles De Dion-Bouton.

### Cierre definitivo
La revista dejó de publicarse alrededor de 1901.